# アンガス・ヤング
アンガス・ヤング（英語: Angus Young、1955年3月31日 - ）は、AC/DCのリードギタリストである。スコットランドのグラスゴー生まれ、オーストラリアのシドニー育ち。「ローリング・ストーンの選ぶ歴史上最も偉大な100人のギタリスト」2011年の改訂版において第24位。

## 生い立ち
1955年3月31日にスコットランド・グラスゴーで生まれ、1963年にはオーストラリアのシドニーへ移住し、シドニーで育つ。アレックス・ヤング、ジョージ・ヤング、マルコム・ヤングは兄弟である。
ジョージの影響でマルコムとアンガスもギターに接することとなり、12歳から本格的にギターを弾き始め、1～2年も経つとマルコムを超えてしまう程の実力に成長したという。当時からアドリブが得意で独自のコードを次々に作り出し自らのスクール・バンドの演奏に活用していた。13歳の頃にジミ・ヘンドリックスの『パープル・ヘイズ』を聴き衝撃を受け、以来彼のギターのファンである。他に、チャック・ベリーやジミー・ペイジ、ルイ・アームストロングの名も挙げている。

## AC/DCのメンバーとして
1973年、アンガスの中学校卒業と同時に、兄のマルコムはそれまで活動していたブギー・バンドを脱退し、ベースにラリー・ヴァン・クリート、ヴォーカルにデイヴ・エヴァンス、ドラムにコリン・バージェスを迎え、アンガスと共にAC/DCを結成。
姉からの提案により、結成当初は制服姿でコンサートを行い、以降ブレザー、半ズボンにランドセルを背負ったスクールボーイスタイルがトレードマークとなる。
1975年、バンドはデイヴ・エヴァンスに代わり、以前よりバンド機材車のドライバーをしていた、ボン・スコットをヴォーカルに迎え、メジャーデビューを果たす。
1976年には、アトランティック・レコードと世界規模の契約を結び、バンド結成以来50年以上に渡りAC/DCのギタリストとして活動している。

## 使用機材
※出典
ギターはデビューから一貫してギブソン・SGを使用しており、68-70年製のSGスタンダードを中心に様々なタイプのSGを所有。また、自身のシグネイチャーモデルも販売されている。
使用頻度は少ないが、ギブソン・レス・ポール・カスタムを弾く姿が写真で確認できる。
また、70年代後半頃にミュージックマン製のギターを手にしている広告写真がある。
アンプに関しては、デビューから一貫してMarshallのフル・スタンドを使用しており、主に4インプットの1959 Super Lead 100 Watt Plexiヘッド、JTM50とCelestion G12-65スピーカーを搭載した1960AX/BXキャビネットを使用している。
また、エフェクターはほとんど使わないが、サウンドに色と厚みを加えるプリアンプを内蔵したワイヤレス・システム「Schaffer Vega Diversity System」を使用している。

## エピソード
- AC/DCのサウンドとスタイルが昔から同じで変化がないという批判の声については、 「俺の兄貴（マルコム）が、よく言ってたよ。誰かに『これまでにバンドが作った全アルバムが同じように聴こえる』と言われたら、『そうだな。同じバンドだからさ』って答えるって。バンドを始めたなら、わかりきったことはやり直さない。ロックンロールを作る――、これがバンドが得意とすることなんだ」と語っている[4]
- 2016年、コーチェラ・フェスティバルに出演していたガンズ・アンド・ローゼズのステージに、飛び入り参加し、AC/DCの楽曲『Whole Lotta Rosie』と『Riff Raff』を共にプレイした[5]
- 映画「スクール・オブ・ロック」で、主演のジャック・ブラックが、スクールボーイスタイルにギブソン・SGを抱え、アンガスを彷彿とさせるパフォーマンスを披露している。劇中にも、AC/DCの楽曲が複数登場する。